# Palacio de Justicia del Condado de Caldwell
El Palacio de Justicia del Condado de Caldwell es un palacio de justicia histórico ubicado en Lockhart, en el estado de Texas (Estados Unidos). El palacio de justicia se construyó en 1894 para reemplazar el palacio de justicia existente, que era demasiado pequeño para el condado en crecimiento. El palacio de justicia fue designado Monumento Histórico Registrado de Texas en 1976 y fue incluido en el Registro Nacional de Lugares Históricos como una propiedad contribuyente del Distrito Histórico del Palacio de Justicia del Condado de Caldwell el 3 de enero de 1978.
El palacio de justicia fue construido en el estilo arquitectónico del Segundo Imperio, con el diseño a menudo atribuido a Alfred Giles; sin embargo, investigaciones recientes indican que el edificio fue diseñado por Henry EM Guidon, quien eventualmente se convirtió en socio de Giles. El palacio de justicia es casi idéntico al palacio de justicia del condado de Goliad, Texas, ya que se construyó a partir de los mismos planos de Guidon.
El exterior del palacio de justicia de tres pisos está construido con piedra caliza de color crema y piedra arenisca roja. La torre del reloj central alberga un reloj Seth Thomas Clock Company de cuatro caras y una campana de 900 libras. El techo abuhardillado del palacio de justicia es característico del diseño del Segundo Imperio.
El exterior ha aparecido en las películas What's Eating Gilbert Grape (1993) y Waiting for Guffman (1996).